# 덴마크-소련 관계

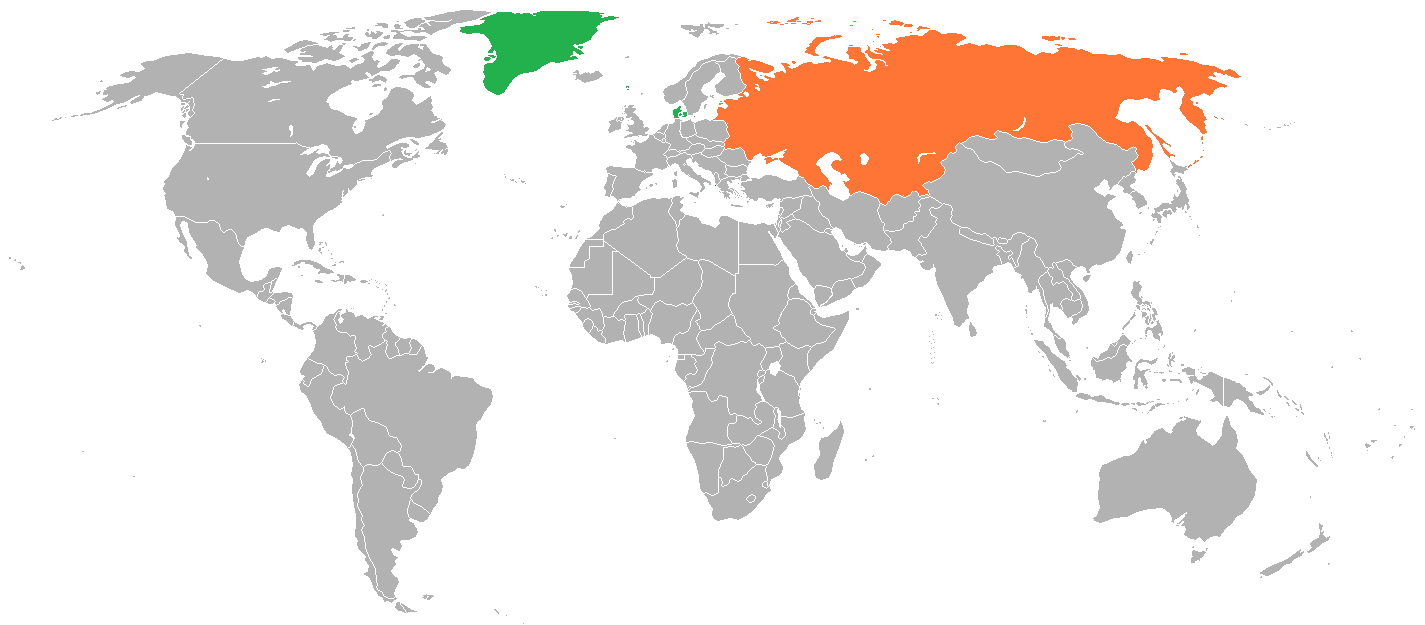

덴마크·소비에트 관계란 덴마크와 소비에트 연방의 역사적 관계를 말한다. 덴마크는 모스크바에 대사관을, 소비에트 연방은 코펜하겐에 대사관을 설치했다. 이는 코펜하겐의 외교 관계에서 "좋은 일"이라는 찬사를 받은 덴마크는 1924년 6월 18일에 옛 소련을 승인했다.
냉전 중에 소비에트연방과 동부 블록은 덴마크를 '사슬의 약한 연결'이라고 부르는 경우가 있었다.
덴마크는 소련의 에스토니아,  라트비아, 리투아니아의 합병을 인정하지 않았다.

## 역사
러시아의 혁명지도자 블라디미르 레닌은 망명중인 러시아 사회주의자들의 당대회를 위해 1907년에 처음으로 덴마크를 방문했다. 덴마크는 이 회의를 불법으로 간주하여 레닌씨에게 덴마크를 떠나는 12시간을 주었다. 1910년 레닌은 제8차 국제사회주의 회의를 위해 덴마크를 다시 방문했다. 레닌은 이후 덴마크 사회주의와 덴마크의 소발드 스타우닝 총리에 대해 스타우닝은 준사회주의자이며 지금까지 만난 것 중 가장 인색하고 심술궂은 계급의 속물 중 하나였다고 말했다.
1939년 11월 30일부터 1940년 3월 13일까지 핀란드의 겨울 전쟁 중에 크리스티안 프레데리크 폰 샤르부르크 등 1,010명의 덴마크인들이 소비에트와 싸우기 위해 핀란드를 방문했다. 덴마크도 핀란드에 인도적 원조를 했다.

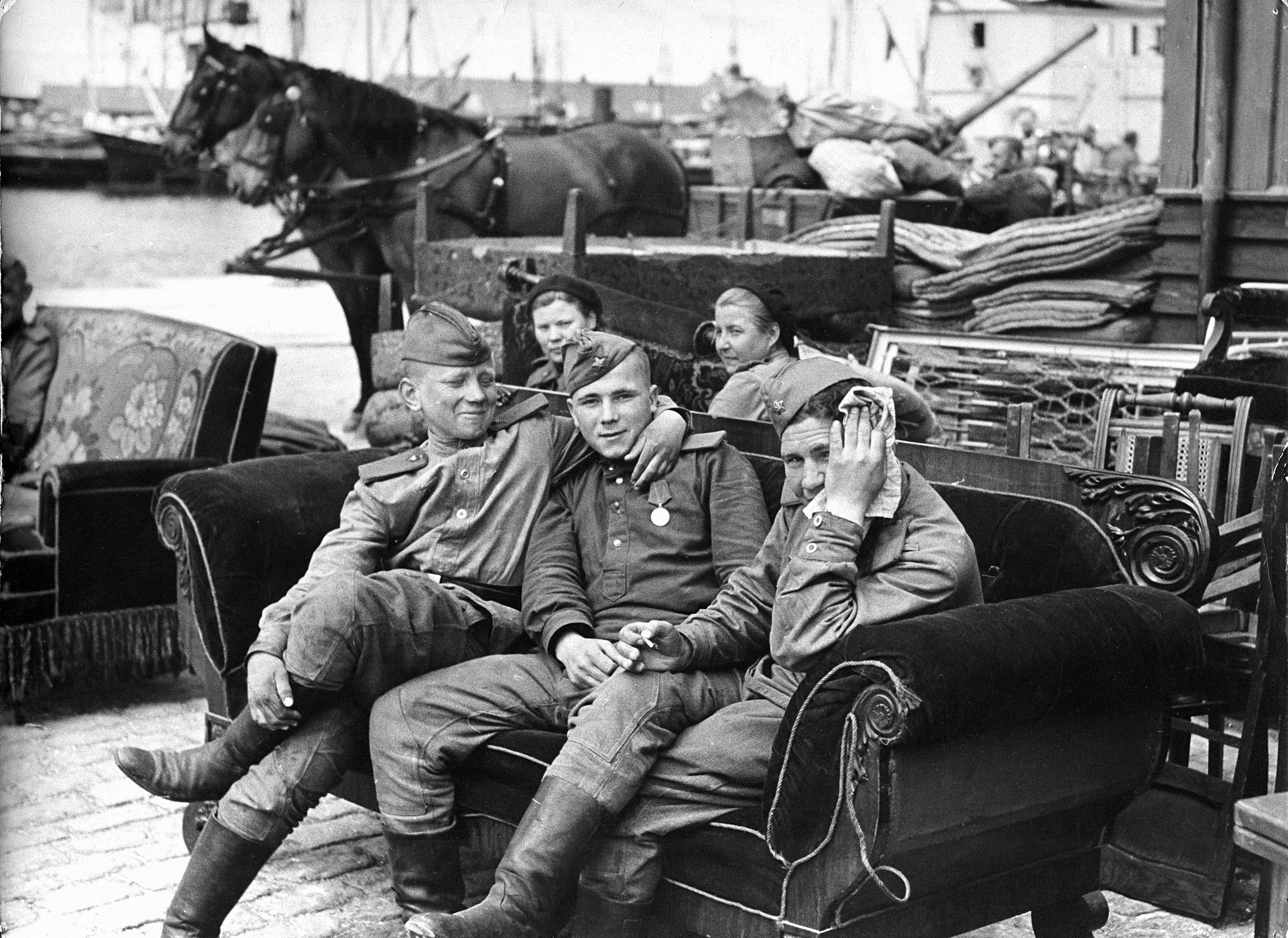
보른 홀름의 소련 군인

1945년 5월 9일 소련군은 독일군과 싸우기 위해 덴마크의 보른홀름 섬을 점령했다. 1946년 4월 5일 소련병은 보른홀름을 출발했다.
소비에트연방에 대한 습격 후 덴마크의 바르바로사 작전은 반코민테른 협정에 참가했고 덴마크에서는 공산당은 금지되었다. 그 결과 덴마크의 저항 운동의 최초 회원으로 공산주의자가 다수 발견되었다.
1952년 7월 7일 덴마크는 덴마크제 유조선 '아셰론'을 소련에 인도했다. 그 결정은 미국에서 항의에 직면하였다. 미국 정부는 덴마크에 대한 원조를 중단하겠다고 위협하였다. 1952년 7월 26일, 미국의 해리 S. 트루만 대통령은 덴마크 유조선이 소련에 인도되었음에도 불구하고 덴마크에 대한 군사적, 경제적, 재정적 원조를 계속하도록 명령하였다.
불가니안 소비에트 연방총리의 덴마크 정책은 덴마크에 북대서양조약기구(NATO나토)의 정책과 약속을 제한하도록 하는 것이었다. 1957년 3월 니콜라이 불가닌은 덴마크에 대하여 소련에 대하여 기지를 사용하는 것은 덴마크에 있어서 자살이라고 경고했다. 불가닌은 "만약 소련과 전쟁을 일으킨다면 근대 무기의 소멸력은 매우 커 덴마크 정도의 외국에서는 자살이나 다름없다.
1981년의 폴란드 계엄령 이후 덴마크는 폴란드와 소련을 경제적으로 인가했다. 1983년 3월 덴마크는 유럽경제공동체 최초로 소련에 대한 제재를 해제했다. 폴켓은 재추진 법안을 78 대 68로 지지했다.
1987년 10월 1일 고르바초프 대통령은 덴마크가 자국에 외국의 군사 기지와 핵무기를 보유하지 않은 것을 찬양했다.
1991년 소련이 붕괴함에 따라, 기존 소련과 덴마크 간 협정은 러시아가 승계 및 갱신하거나 폐기하게 되었다.

## 경제 관계
1976년의 대소 수출액은 1억 4,630만 덴마크 크로네이다. 1978년 수출액은 8억1870만 덴마크 크로네로 줄었다. 1986년 소련의 수출액은 1억 6,080만 덴마크 크로네, 1987년 1억 4,440만 덴마크 크로네였다.

## 협정
1969년 10월 24일 덴마크와 소련은 무역 협정에 서명했다.